# スキル
スキル（英語: skill）とは、通常、教養や訓練を通して獲得した能力のことである。日本語では技能と呼ばれることもある。生まれ持った才能に技術をプラスして磨きあげたもの、たとえば音楽家の作曲能力なども含む。

## 定義
「スキル」とは物事を行うための能力のことである。技術的な能力を意味する「技能」と同義であるが、近年は技術的な能力だけではなく、交渉力などの仕事を潤滑に進めるために必要な能力や、技術を証明するための資格、運動を行うための肉体的能力についてもスキルと呼ばれることが増え、コミュニケーションスキル、ビジネススキル、運動スキル、言語スキルといった言葉が使用されている。
希少価値のある特殊な知識や能力を指す場合が多く、乳幼児や障害者を対象としたような文脈では、歩行や食事などの日常動作もひとつのスキルとして論じられる場合がある。

## 類語との関係

### 技能
意味は同じだが、使用状況には差がある。近年、就職や転職を支援する人材募集企業や派遣会社などではスキルという言葉をよく使用している。ビジネススキルやコミュニケーションスキルなど慣例的に「スキル」を使用する単語、技能継承や伝統技能など慣例的に「技能」を使う単語がある。

### 技術
技術が職人的な技芸だけでなく、科学技術などの応用手段や知識が含まれている事に対し、スキルは主に人間行動に関する能力を指している。

### 魔法
ゲームの世界では、特殊能力（蹴りや刀、弓矢による攻撃、道具や薬の使用など以外）の事をスキルと言う場合がある。魔法を参照。

### 拡張機能
Amazon Alexa では、OSに後から追加できる機能の事を「スキル」と呼んでいる。一般的な用語でのアプリケーションソフトウェアに該当。

## 具体的な用例

### スポーツ科学分野
スポーツ科学におけるスキルとは、巧みな身体運動を行うために必要な学習された身体能力のことを指す。この場合におけるスキルは、状態把握能力（視覚、聴覚、筋運動感覚、予測）、正確さ（ポジショニング＝筋の選択、タイミング＝出力時刻調節、グレーディング＝出力強度調節）、反応開始や反応切り替えの素早さ、正確さと素早さの持続性の4要素からなるものを言う。さらにこの場合のスキルは、脳の随意運動制御能力であり、サイバネティックス的体力の随意的要素のことを指す。

### ビジネス
日本では近年、ビジネスにおいて「スキル」という言葉がよく使われるようになってきている。たとえば、ビジネススキル、ヒューマンスキル、スキルアップという用語が使われている。

### 技術
組み込み技術スキルスタンダード (ETSS: embedded technology skill standard)、ITスキル標準 (Information technology skill standard)、情報システムユーザースキル標準 (UISS: Users' Information Systems Skill Standards) などを経済産業省の情報処理推進機構で策定している。これらの標準では、技術ばかりではなく、仕事として実現するために必要なビシネススキル、パーソナルスキル、マネージメントスキルについても言及している。海外では、Skill ではなく Competency という用語で規定している文書もある。ETSS策定時には、海外の資料も参考にしている。

### その他
その他、「熟練したさま。巧みなさま。腕の良い。上手な。」を意味するスキルフル（skillfull）という用語や、スキルタイム、スキルミスマッチという用語が存在する。

## 子育て
ハーバード大学の発達中の子供に関する研究機関によると、子供たちが成長するにつれて人生の課題を乗り越えるのに役立つ一連のコアスキルについて、子供たちが人生で成功するために必要なスキルは以下の5つである：
- 計画：具体的な目標と計画を立てて実行できること
- 集中力：特定の時間に重要なことに集中する能力
- 自制心：感情だけでなくストレスの多い状況への対応方法を制御する
- 空気読み：私たちの周りの人々や状況に気づくだけでなく、私たちがどのようにフィットするかを理解する
- 柔軟性：変化する状況に適応する能力。

特に重要な2つの期間がある。幼児期（3 - 5歳）と青年期（13 - 26歳）である。